# Йоахім Дюппе
Йоахім Дюппе (нім. Joachim Düppe; 23 січня 1916, Шверін — 1978) — німецький офіцер-підводник, оберлейтенант-цур-зее резерву крігсмаріне (1 березня 1944).

## Біографія
В 1940 році вступив на флот. З 24 січня по 31 травня 1943 року — командир підводного човна U-4, з 7 листопада 1944 по 3 травня 1945 року — U-2505.

## Нагороди
- Залізний хрест
  - 2-го класу (23 вересня 1941)
  - 1-го класу (18 березня 1942)
- Нагрудний знак підводника (5 листопада 1941)